# Starý Pařezov
Starý Pařezov (deutsch Altparisau, auch Alt Parisau) ist ein historischer Gemeindeteil von Otov (deutsch Wottawa) und heutiger Gemeindeteil von Pařezov im westböhmischen Okres Domažlice in Tschechien.

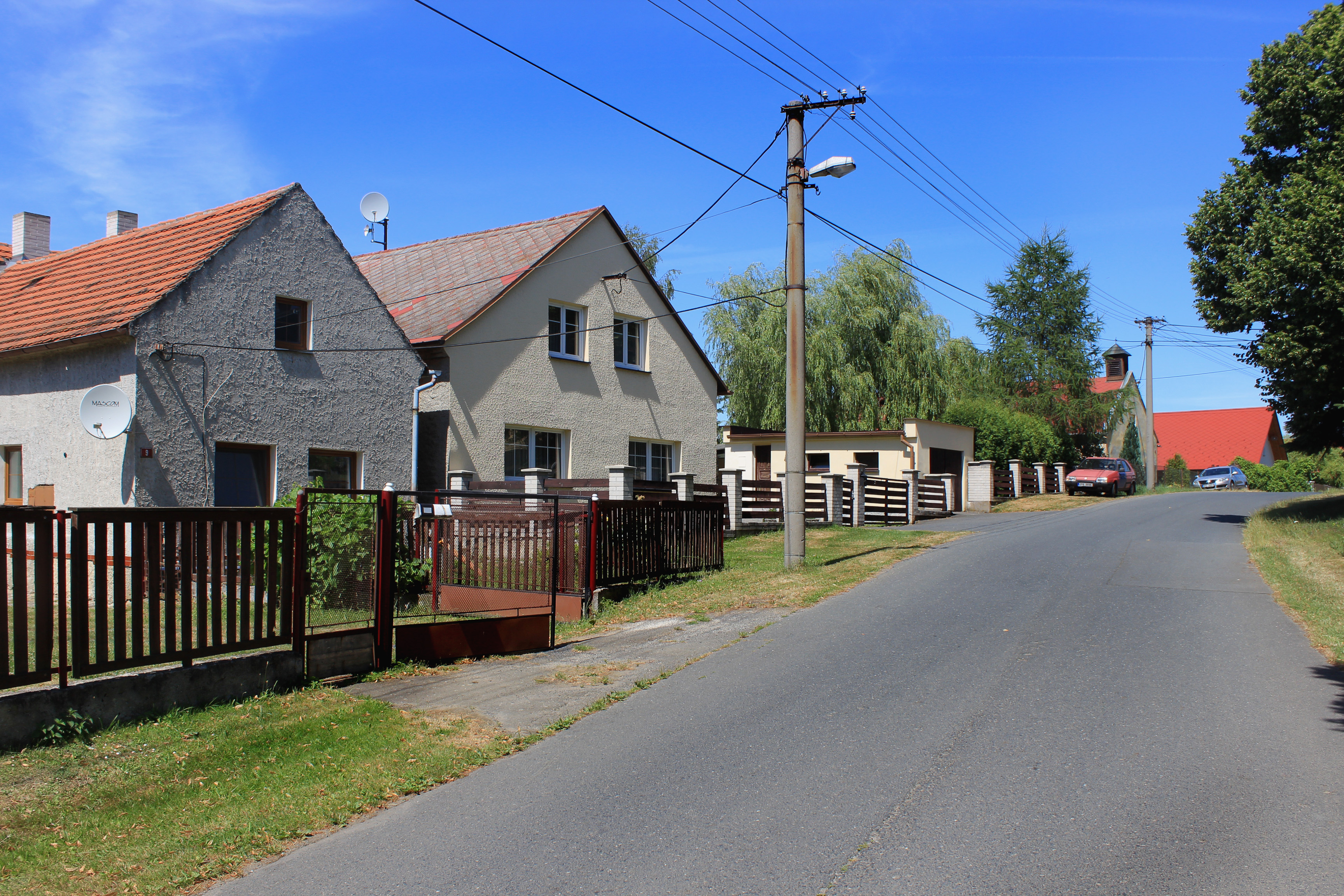
Ortsansicht

## Geographie
Altparisau liegt etwa zwölf Kilometer östlich der bayerischen Grenze, am Nordwesthang eines zwei Kilometer langen Bergrückens, des Parisauer Berges (tschechisch Pařezovský vrch). Da die beiden Dörfer Alt- und Neuparisau sehr nahe beieinander lagen, bildeten sie praktisch nur eine Ortschaft. Vor Gründung von Neuparisau war für Altparisau nur der Name Parisau gebräuchlich.

## Geschichte
Altparisau wird 1539 erstmals überliefert. 1839 hatte der Ort 18 Häuser und 125 Einwohner, 1913 22 Häuser und 159 Bewohner und 1945  148 Einwohner. Die Häuser des Dorfes waren in zwei Reihen gebaut, die etwa 300 Meter lang waren.
Altparisau war nach Metzling eingepfarrt. Die Kinder gingen nach Wottawa zur Schule. Erst 1914 wurde eine Schule im Ort eingerichtet, zunächst mit einer, später mit zwei Klassen.
In der Regel konnten sich die Familien nicht von der Landwirtschaft ernähren. Deshalb arbeiteten die Bauern noch nebenher als Maurer und Zimmerleute meistens in Bayern.
Nach der Aufhebung der Patrimonialherrschaften bildete Otov ab 1850 mit den Ortsteilen Alt Parisau und Neu Parisau eine Gemeinde im Gerichtsbezirk Bischofteinitz. Seit 1869 gehörte die Gemeinde zum Bezirk Bischofteinitz.
Nach dem Münchner Abkommen im September 1938 wurde Wottawa dem Deutschen Reich zugeschlagen und gehörte bis 1945 zum Landkreis Bischofteinitz.
Im Jahr 1990 entstand durch den Zusammenschluss von Neuparisau (tschechisch Nový Pařezov) und Altparisau (tschechisch Starý Pařezov) die Gemeinde Pařezov. Am 3. März 1991 hatte der Ort 31 Einwohner; beim Zensus von 2001 lebten in den 23 Wohnhäusern von Starý Pařezov 52 Personen.